# Jonava
Jonava ( escoltar (?·pàg.)) és una de les 103 ciutats de Lituània situada al comtat de Kaunas a 30 km al nord-oest de Kaunas la segona ciutat més gran de Lituània.

## Història

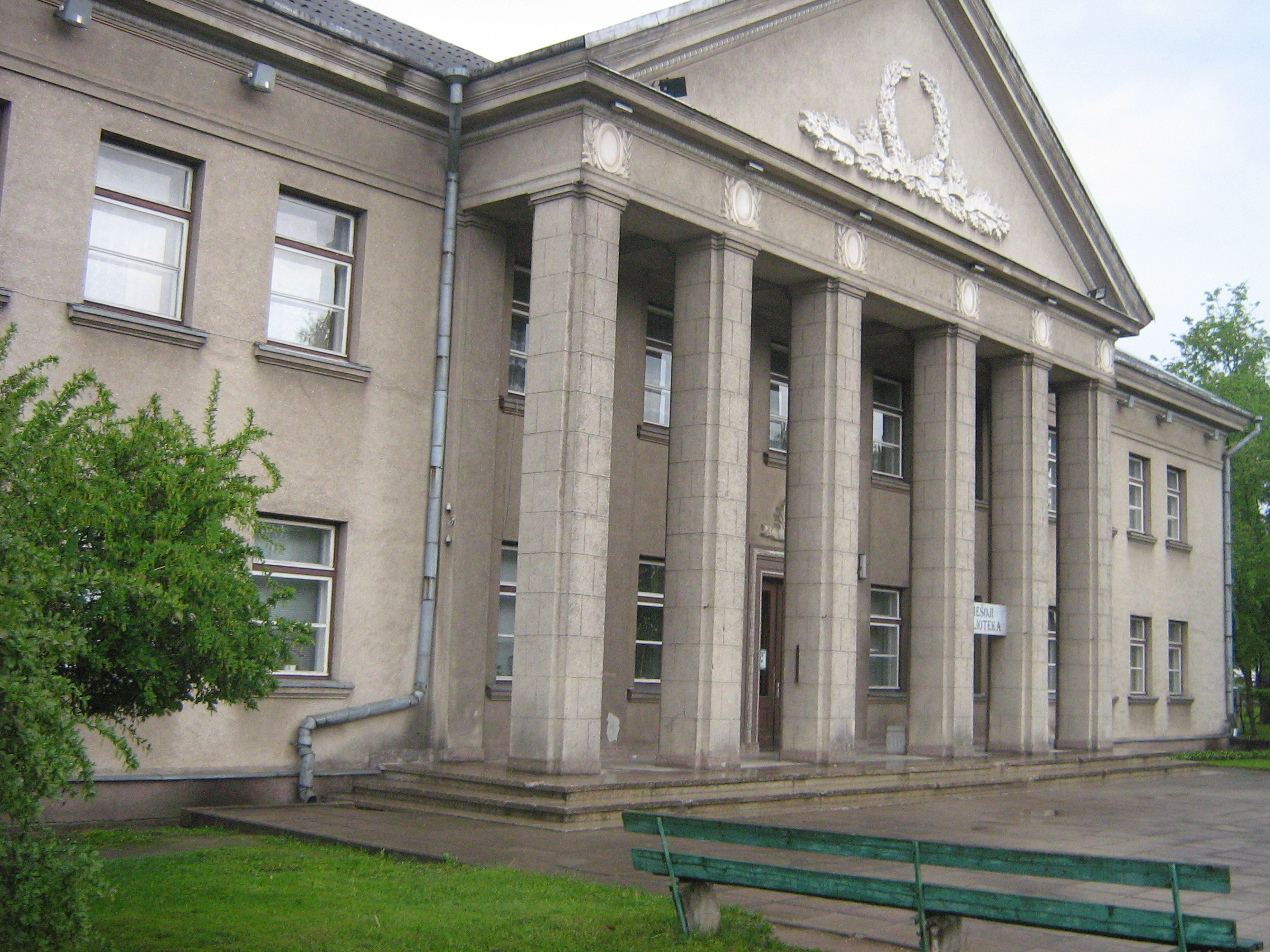
Biblioteca de Jonava

Jonava va ser establerta oficialment com a ciutat en el segle xviii. La ciutat abans de la Segona Guerra Mundial, el 1893 tenia un 92% de població jueva, i en 1941 va baixar al 80%. El 1932 hi havia 250 botigues de propietat de famílies jueves, un banc, set sinagogues i una escola jueva. Durant la Segona Guerra Mundial Jonava va ser atacada per l'Alemanya nazi, sent destruïdes una església cristiana i cinc sinagogues. Els nazis van matar 552 jueus (497 homes i 55 dones).
Després de la guerra, la ciutat va construir la fàbrica de fertilitzants més gran dels estats Bàltics i Jonava va esdevenir una de les quatre ciutats industrials més grans de Lituània.

## Catàstrofe ambiental
Una explosió es va produir a la fàbrica de fertilitzants químics, el 20 de març de 1989, causant una pèrdua de prop de 7.500 tones de líquid amoniacal. La catàstrofe va desenvolupar un incendi dintre de les instal·lacions i magatzems de fertilitzants provocant un núvol tòxic que va arribar fins a les ciutats d'Ukmergė, Širvintos i Kėdainiai. La concentració d'amoníac va superar el nivell permès amb un factor de 150 a Upninkai, a 10 km de la zona del desastre. Un dia després de l'accident, un núvol tòxic de 7 quilòmetres d'amplada i 50 km de longitud es va registrar entre Jonava i Kėdainiai. Set persones van morir a l'incendi i un gran nombre de persones van sofrir problemes de respiració aguda i atacs cardíacs.

## Demografia
| Any  | Habitants |
| ---- | --------- |
| 1939 | 5500      |
| 1959 | 5000      |
| 1970 | 14563     |
| 1979 | 28413     |
| 1989 | 36520     |
| 2001 | 34954     |
| 2010 | 34056     |

## Ciutats agermanades
- Bagrationovsk, Rússia
- Děčín, República Txeca
- Jõgeva, Estònia
- Kędzierzyn-Koźle, Polònia
- Polotsk, Belarús
- Pucioasa, Romania
- Riihimäki, Finlàndia